# Liste der Herrscher namens Ismail

## Ismail I.
- Ismail I., Schah von Persien (Samaniden) (892–907)
- Ismail I., Sultan von Granada (1314–1325)
- Ismail I., Schah von Persien (Safawiden) (1500–1524)

## Ismail II.
- Ismail II., Sultan von Granada (1359–1360)
- Ismail II., Schah von Persien (1576–1577)

- Ismail III., Schah von Persien

## Ismail
- Ismail Pascha, Vizekönig von Ägypten (1864–1879)
- Ismail al-Mansur, Kalif der Fatimiden (946–953)